# Албум драгих успомена
Албум драгих успомена је десети студијски албум Недељка Бајићa Баје. 
Синглови су Албум драгих успомена, Додир неба, Нон стоп, Мокра до коже, Бум, бум и Веруј у Бога и у мене.